# Lambula metaleuca
Lambula metaleuca là một loài bướm đêm thuộc phân họ Arctiinae, họ Erebidae.